# Judith Samuel
Judith Samuel   (Sri Lanka, 2 d'agost de 1943) és una nedadora anglesa ja retirada, especialista en estil lliure, que va competir durant les dècades de 1950 i 1960.
El 1960 va prendre part en els Jocs Olímpics d'Estiu de Roma, on disputà dues proves del programa de natació. Fou cinquena en els 4x100 metres lliures, mentre en els 400 metres lliures quedà eliminada en sèries.
En el seu palmarès destaca una medalla de plata en els 4x100 metres lliures del Campionat d'Europa de natació de 1958. Formà equip amb Judy Grinham, Elspeth Ferguson i Diana Wilkinson. Aquell mateix any, representat Anglaterra, disputà les 440 iardes lliures dels Jocs de l'Imperi Britànic i de la Comunitat de Cardiff.